# First Kiss
Pour les articles homonymes, voir First Kiss (homonymie).
Albums de Aya Matsuura
T.W.O
(2003)
Singles
First Kiss (ファーストKISS) est le 1er album de Aya Matsuura, alors âgée de 15 ans, sorti le 1er janvier 2002 au Japon sous le label Zetima, dans le cadre du Hello! Project.

## Présentation
L'album est écrit et produit par Tsunku. 
Il atteint la 2e place du classement de l'Oricon. Il se vend à 201 710 la première semaine; et reste classé pendant 13 semaines, pour un total de 301 530 exemplaires vendus. C'est son 2e album le plus vendu à ce jour.
Il contient les chansons-titres de ses quatre premiers singles sortis l'année précédente, Dokki Doki! Love Mail, Tropical Koishiteru, Love Namida Iro et 100Kai no Kiss, ainsi que la chanson Egao ni Namida ~Thank You! Dear My Friends~ qui figurera avec les quatre précédentes sur la compilation Aya Matsuura Best 1 de 2005.
Les trois premières d'entre elles, ainsi que les chansons Oshare! et Hajimete Kuchibiru wo Kasaneta Yoru tirées de l'album, seront réenregistrées par la chanteuse en 2006 pour figurer dans une nouvelle version sur son album de reprises Naked Songs. 
La chanson Watashi no Sugoi Hōhō figurera en 2006 sur l'album Death Note Tribute, compilation de divers artistes consacrée au film Death Note.

## Liste des titres
Toutes les chansons sont écrites et composées par Tsunku. 
| 1.  | Dokki Doki! Love Mail (ドッキドキ！LOVEメール)               | Yuichi Takahashi | 4:28 |
| 2.  | Tropical Koishiteru (トロピカ～ル恋して～る)                 | Cher Watanabe    | 4:37 |
| 3.  | Oshare! (オシャレ！)                                         | Yuichi Takahashi | 4:52 |
| 4.  | 100Kai no Kiss (100回のKISS)                                 | Takao Konishi    | 4:37 |
| 5.  | Zettai Tokeru Mondai X = ♡ (♥ 絶対解ける問題X＝♥)            | hasie & koji     | 3:36 |
| 6.  | Egao ni Namida ~Thank You! Dear My Friends~ (笑顔に涙～etc.) | Shin Kohno       | 4:48 |
| 7.  | Love Namida Iro (LOVE涙色)                                   | Cher Watanabe    | 4:17 |
| 8.  | Sou Ieba (そう言えば)                                        | Shunsuke Suzuki  | 4:07 |
| 9.  | S-kun (S君)                                                  | Takao Konishi    | 4:14 |
| 10. | Watashi no Sugoi Hōhō (私のすごい方法)                       | Yuichi Takahashi | 5:12 |
| 11. | Hajimete Kuchibiru wo Kasaneta Yoru (初めて唇を重ねた夜)     | Cher Watanabe    | 3:59 |